# Smestad (Akershus)
Smestad is een plaats in de Noorse gemeente Rælingen, fylke Akershus. Smestad telt 610 inwoners (2007) en heeft een oppervlakte van 0,46 km².